# 청룡영화상의 수상 목록 (2020년대)
이 문서에서는 청룡영화상의 2020년대 역대 수상 목록을 나열한다.

## 제41회 (2020년)
- 일시 : 2021년 2월 9일[1][2]
- 장소 : 인천 파라다이스 시티
- 사회 : 김혜수, 유연석

| 부문                | 수상자               | 작품                              |
| ------------------- | -------------------- | --------------------------------- |
| 최우작품상          | (주)하이브미디어코프 | 《남산의 부장들》                 |
| 감독상              | 임대형               | 《윤희에게》                      |
| 남우주연상          | 유아인               | 《소리도 없이》                   |
| 여우주연상          | 라미란               | 《정직한 후보》                   |
| 남우조연상          | 박정민               | 《다만 악에서 구하소서》          |
| 여우조연상          | 이솜                 | 《삼진그룹 영어토익반》           |
| 신인감독상          | 홍의정               | 《소리도 없이》                   |
| 신인남우상          | 유태오               | 《버티고》                        |
| 신인여우상          | 강말금               | 《찬실이는 복도 많지》            |
| 각본상              | 임대형               | 《윤희에게》                      |
| 촬영조명상          | 홍경표               | 《다만 악에서 구하소서》          |
| 편집상              | 한미연               | 《지푸라기라도 잡고 싶은 짐승들》 |
| 음악상              | 달파란               | 《삼진그룹 영어토익반》           |
| 미술상              | 배정윤               | 《삼진그룹 영어토익반》           |
| 기술상              | 진종현               | 《백두산》                        |
| 단편영화상          | 이나연, 조민재       | 《실》                            |
| 인기스타상(남)      | 유아인               |                                   |
| 인기스타상(여)      | 정유미               |                                   |
| 한국영화 최다관객상 | (주)덱스터 스튜디오  | 《백두산》                        |

## 제42회 (2021년)
- 일시 : 2021년 11월 26일
- 장소 : 서울 여의도 KBS홀
- 사회 : 김혜수, 유연석

| 부문                | 수상자                       | 작품                  |
| ------------------- | ---------------------------- | --------------------- |
| 작품상              | 덱스터스튜디오, (주)외유내강 | 《모가디슈》          |
| 감독상              | 류승완                       | 《모가디슈》          |
| 남우주연상          | 설경구                       | 《자산어보》          |
| 여우주연상          | 문소리                       | 《세자매》            |
| 남우조연상          | 허준호                       | 《모가디슈》          |
| 여우조연상          | 김선영                       | 《세자매》            |
| 신인감독상          | 박지완                       | 《내가 죽던 날》      |
| 신인남우상          | 정재광                       | 《낫아웃》            |
| 신인여우상          | 공승연                       | 《혼자 사는 사람들》  |
| 각본상              | 김세겸                       | 《자산어보》          |
| 촬영조명상          | 이의태, 유혁준               | 《자산어보》          |
| 편집상              | 김정훈                       | 《자산어보》          |
| 음악상              | 방준석                       | 《자산어보》          |
| 미술상              | 김보묵                       | 《모가디슈》          |
| 기술상              | 정성진, 정철민               | 《승리호》            |
| 단편영화상          | 최민영                       | 《오토바이와 햄버거》 |
| 인기스타상(남)      | 송중기, 구교환               |                       |
| 인기스타상(여)      | 임윤아, 전여빈               |                       |
| 한국영화 최다관객상 |                              | 《모가디슈》          |

## 제43회 (2022년)
- 일시 : 2022년 11월 25일
- 장소 : 서울 여의도 KBS홀
- 사회 : 김혜수, 유연석

| 부문                | 수상자              | 작품                      |
| ------------------- | ------------------- | ------------------------- |
| 최우수 작품상       | 박찬욱              | 《헤어질 결심》           |
| 감독상              | 박찬욱              | 《헤어질 결심》           |
| 남우주연상          | 박해일              | 《헤어질 결심》           |
| 여우주연상          | 탕웨이              | 《헤어질 결심》           |
| 남우조연상          | 변요한              | 《한산: 용의 출현》       |
| 여우조연상          | 오나라              | 《장르만 로맨스》         |
| 신인감독상          | 이정재              | 《헌트》                  |
| 신인남우상          | 김동휘              | 《이상한 나라의 수학자》  |
| 신인여우상          | 김혜윤              | 《불도저에 탄 소녀》      |
| 각본상              | 정서경, 박찬욱      | 《헤어질 결심》           |
| 촬영조명상          | 이모개, 이성환      | 《헌트》                  |
| 편집상              | 김상범              | 《헌트》                  |
| 음악상              | 조영욱              | 《헌트》                  |
| 미술상              | 한아름              | 《킹메이커》              |
| 기술상              | 허명행, 윤성민      | 《범죄도시2》             |
| 단편영화상          | 유종석              | 《새벽 두시에 불을 붙여》 |
| 인기스타상(남)      | 고경표, 다니엘 헤니 |                           |
| 인기스타상(여)      | 이지은, 임윤아      |                           |
| 한국영화 최다관객상 |                     | 《범죄도시2》             |

## 제44회 (2023년)
- 일시 : 2023년 11월 24일
- 장소 : 여의도 KBS홀
- 사회 : 김혜수, 유연석

| 부문                | 수상자               | 작품                         |
| ------------------- | -------------------- | ---------------------------- |
| 최우수 작품상       | 류승완               | 《밀수》                     |
| 감독상              | 엄태화               | 《콘크리트 유토피아》        |
| 남우주연상          | 이병헌               | 《콘크리트 유토피아》        |
| 여우주연상          | 정유미               | 《잠》                       |
| 남우조연상          | 조인성               | 《밀수》                     |
| 여우조연상          | 전여빈               | 《거미집》                   |
| 신인감독상          | 안태진               | 《올빼미》                   |
| 신인남우상          | 홍사빈               | 《화란》                     |
| 신인여우상          | 고민시               | 《밀수》                     |
| 각본상              | 정주리               | 《다음 소희》                |
| 촬영조명상          | 김태경 홍승철        | 《올빼미》                   |
| 편집상              | 김선민               | 《올빼미》                   |
| 음악상              | 장기하               | 《밀수》                     |
| 미술상              | 정이진               | 《거미집》                   |
| 기술상              | 진종현               | 《더 문》                    |
| 단편영화상          | 유재인               | 《과화만사성》               |
| 인기스타상(남)      | 송중기 김선호 조인성 | 《화란》 《귀공자》 《밀수》 |
| 인기스타상(여)      | 박보영               | 《콘크리트 유토피아》        |
| 한국영화 최다관객상 |                      | 《범죄도시3》                |

## 제45회 (2024년)
- 일시 : 2024년 11월 29일
- 장소 : 여의도 KBS홀
- 사회 : 한지민, 이제훈

| 부문                | 수상자           | 작품                    |
| ------------------- | ---------------- | ----------------------- |
| 최우수 작품상       | 하이브미디어코프 | 《서울의 봄》           |
| 감독상              | 장재현           | 《파묘》                |
| 남우주연상          | 황정민           | 《서울의 봄》           |
| 여우주연상          | 김고은           | 《파묘》                |
| 남우조연상          | 정해인           | 《베테랑 2》            |
| 여우조연상          | 이상희           | 《로기완》              |
| 신인감독상          | 조현철           | 《너와 나》             |
| 신인남우상          | 노상현           | 《대도시의 사랑법》     |
| 신인여우상          | 박주현           | 《드라이브》            |
| 각본상              | 정미영 조현철    | 《너와 나》             |
| 촬영조명상          | 이모개 이성환    | 《파묘》                |
| 편집상              | 김상범           | 《서울의 봄》           |
| 음악상              | 프라이머리       | 《대도시의 사랑법》     |
| 미술상              | 서성경           | 《파묘》                |
| 기술상              | 유상섭 장한승    | 《베테랑 2》            |
| 단편영화상          | 송지서           | 《유림》                |
| 인기스타상(남)      | 구교환 정해인    | 《탈주》 《베테랑 2》   |
| 인기스타상(여)      | 임지연 탕웨이    | 《리볼버》 《원더랜드》 |
| 한국영화 최다관객상 |                  | 《서울의 봄》           |

## 같이 보기
- 청룡영화상의 수상 목록